# TD 2000
TD 2000 war eine australische Automarke.

## Markengeschichte
Ross Marshall von der Marshall Car Company Australia Pty Ltd aus Sydney investierte 3 Millionen Australische Dollar in die Entwicklung eines Fahrzeugs. 1986 begann die Produktion von Automobilen. Der Markenname lautete TD 2000. Geplant war die jährliche Produktion von 12.000 Fahrzeugen und der weltweite Verkauf. 1988 endete die Produktion zunächst.
TD 2000 Pty Ltd aus Gisborne setzte die Produktion von 1994 bis 1996 fort. TD Cars aus Malaysia übernahm 1998 das Projekt.

## Fahrzeuge
Im Angebot stand nur ein Modell. Es ähnelte dem MG TD aus den 1950er Jahren, war allerdings 6 cm breiter. Motor und Antrieb stammten vom Nissan Pintara von der Nissan Motor Manufacturing Company (Australia). Das Getriebe hatte fünf Gänge. Die offene Karosserie bestand aus Fiberglas. Das Fahrzeug entsprach den strengen amerikanischen und australischen Zulassungsvorschriften in Bezug auf Fahrzeugsicherheit und Abgaswerte.